# Jawa (motorfietsmerk)
Jawa (Zbrojovka Ing. F. Janecek, later Tovarna Jawa, Tynec.) is een Tsjechisch motorfietsmerk.
Tsjechisch merk dat in 1929 ontstond toen Ing. Frantisek Janecek het merk Wanderer opkocht en onder licentie 498 cc kopklep-blokmotoren met cardanaandrijving ging bouwen. 
De naam Jawa staat voor Janecek-Wanderer. Vanaf 1929 werden 98-, 173- en 246 cc tweetakt-motorfietsen onder Villiers- en Auto-Union-licentie gebouwd, maar ook eigen modellen met 346- en 500 cc zij- en kopklepmotoren.
Na de oorlog ontwikkelde men voor die tijd moderne 246- en 346 cc tweetakten. In die periode nam Jawa de Ogar Werke over, evenals het merk ESO, waar baansportmachines gebouwd werden, en er kwam een samenwerking met het merk CZ, hoewel beide merken afzonderlijk bleven bestaan.
Tegenwoordig produceert Jawa brom- snor- en motorfietsen. Motorblokken worden soms betrokken van Rotax en Minarelli.

## Spot- en bijnamen
Banaan: Jawa Super Enduro 652 (1963)
Een andere was: JAWA 'Jezus AlWeer Afstappen'